# Pyry (Varsovie)
Pyry est l'un des quartiers les plus au sud de la ville de Varsovie.
Faisant partie du district d'Ursynów sur le plan administratif, il s'agit à l'origine d'un village séparé de la ville situé le long de la Puławska (en) reliant Varsovie à la ville de Piaseczno.
À l'est, Pyry est limitrophe de la forêt de Kabaty (en).